# بین‌الحرمین

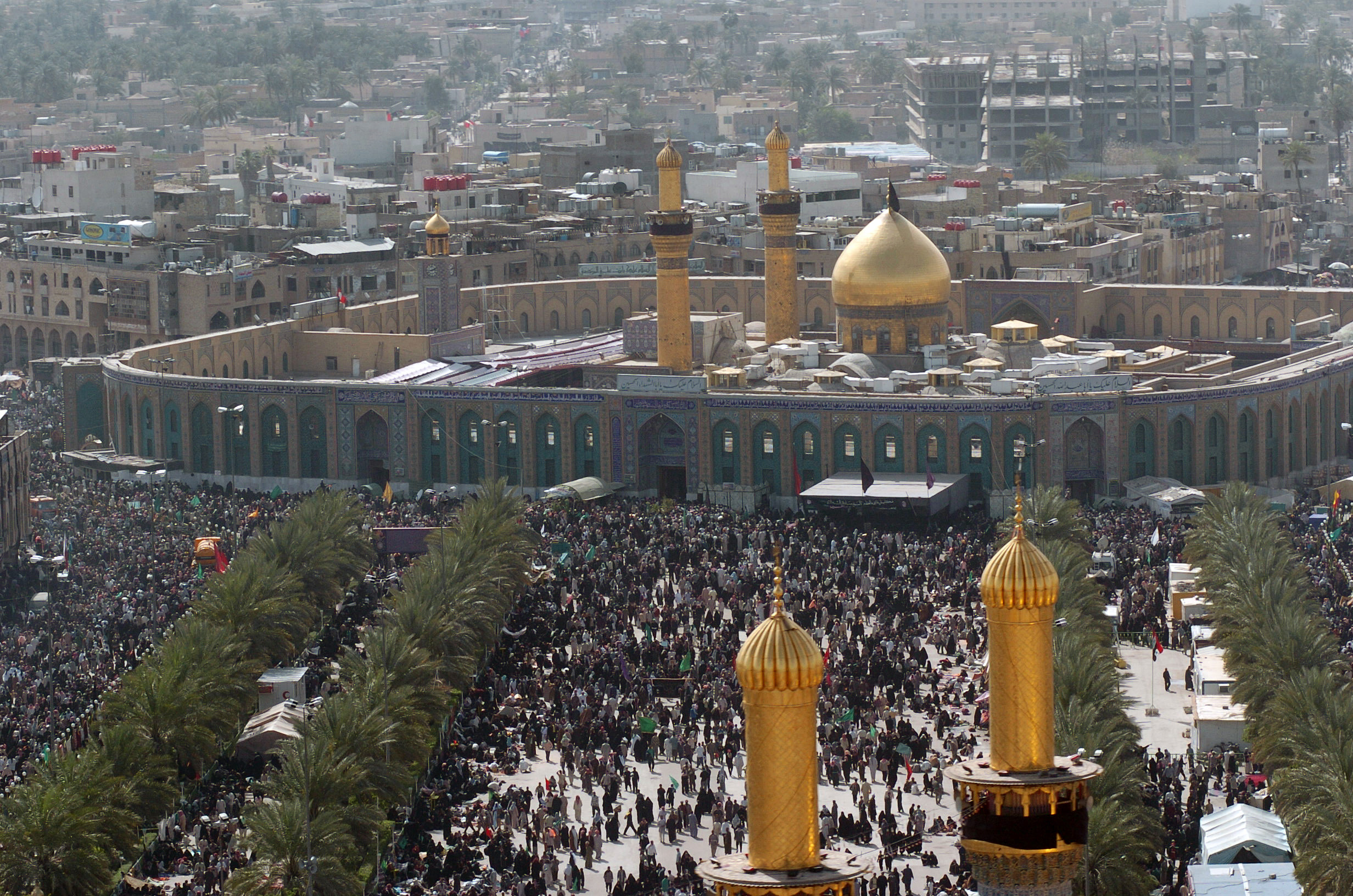

شیعیان  مابین حرم امام حسین، امام سوم شیعیان، و حرم  عباس بن علی را که ۳۷۸ متر است را ، بینُ الْحَرَمَین می‌نامند. موقعیت آن در شهر کربلا تقریباً در ۱۰۰ کیلومتری جنوب غربی بغداد است.

## بخش‌ها
در اطراف بین الحرمین چند مکان خاص نیز وجود دارد از جمله:
| مکان             | توضیح                                        |
| ---------------- | -------------------------------------------- |
| قتلگاه           | محل کشته شدن حسین بن علی                     |
| مدفن شهدا        | محل دفن یاران حسین بن علی                    |
| کف العباس الیمنی | دست راست عباس بن علی                         |
| کف العباس الیسری | دست چپ عباس بن علی                           |
| تل زینبیه        | تپه‌ای که زینب از آنجا به میدان جنگ می‌نگریست  |
| خیمه‌گاه          | محل خیمه‌گاه حسین بن علی و اهل بیت و اصحاب وی |
| مقام‌الحجه        | مقام مهدی بن حسن در کنار رودخانه فرات        |
| مقام علی‌اکبر     | محل کشته‌شدن علی اکبر                         |
| مقام علی‌اصغر     | محل کشته‌شدن علی اصغر                         |

## طرح توسعه بین الحرمین
طرح توسعه بین الحرمین در مهرماه ۱۳۸۹ با عملیات تخریب برخی ساختمان‌ها و هتل‌های موجود در محدوده طرح آغاز شد. مساحت طرح، حدود یک میلیون و پانصد هزار متر مربع است که از خیابان «میثم تمار» آغاز می‌شود و با گذشتن از خیابان «جمهوری» به سمت دیگر بین الحرمین خواهد رسید. به دلیل گران بودن ساختمان‌ها و هتل‌های موجود در این منطقه، بودجه بسیار هنگفتی برای خریداری و تخریب آن مورد نیاز است. تاکنون ۷۱ میلیارد دینار عراقی از دولت عراق و مقداری نیز از بودجه شهرداری کربلا و اعانات حرمین دریافت شده‌است. شرکتی از کشور امارات متحده عربی این طرح را برعهده دارد. این طرح تا سال ۲۰۳۵ میلادی به پایان می‌رسد.